# أغستاوستلاند إيه دبليو 149
أغستاوستلاند إيه دبليو 149  (بالإنجليزية: AgustaWestland AW149)‏ هي مروحية عسكرية من صناعة أغستاوستلاند. كان أول طيران لها في 2009.

## مواصفات (AW149)
مصدر البيانات: 
المواصفات العامة
- طاقم العمل: 2
- السعة: 18 max or; 12 combat laden troops or; 2,720kg  external sling load
- الطول: 17.57 م (57 قدم 8 إنش)
- قطر الدوار الرئيسي:  14.6 م (47 قدم 11 إنش)
- العرض: 3.06 م (10 قدم 0 إنش)
- الأرتفاع: 5.14 م (16 قدم 10 إنش)
- الوزن الإجمالي: 8,600 كجم (18,959 رطل)
- المحرك: 2 × General Electric CT7-2E1  [لغات أخرى]‏ turboshaft engine, 1,477 كيلو وات (1,980 حصان) لكل

الأداء
- السرعة القصوى: 310 كم/س ( ميل/ساعة)
- سرعة الأنطلاق: 278 كم/س (173 ميل/ساعة)
- المدى: 800 كم ( ميل)
- قدرة التحمل: 4 ساعة

## وصلات خارجية
- Leonardo-Finmeccanica AW149 page
- Turkish Utility Helicopter Programme TUHP 149 - More Details Released
- AgustaWestland Unveils AW149 for Turkey